# Rob Marshall
Rob Marshall (născut la 17 octombrie 1960, Madison, statul Wisconsin) este un coregraf, regizor de teatru și de film american.
Nominalizat o dată pentru premiul Oscar, o dată pentru Golden Globe, de patru ori pentru Emmy Award și de șase ori pentru Tony Award, Rob Marshall este cel mai bine cunoscut publicului larg pentru realizarea, în 2002, a filmului muzical Chicago. Opera sa filmică Chicago a cucerit Academy Award for Best Picture în același an 2002. Filmul, care fusese nominalizat de 13 ori, a câștigat 6 din aceste nominalizări.

## Filmografie
| Year | Film                                                            | Academy Award Wins | Academy Award Nominations | Notes |
| ---- | --------------------------------------------------------------- | ------------------ | ------------------------- | --- |
| 1995 | Victor/Victoria                                                 | -                  | -                         | Film de televiziune, coreograf - Nominalizat pentru un Emmy Award la categoria Outstanding Choreography |
| 1996 | Mrs. Santa Claus                                                | -                  | -                         | Film de televiziune, coreograf - Nominalizat pentru un Emmy Award la categoria Outstanding Choreography |
| 1997 | Rodgers and Hammerstein's Cinderella                            | -                  | -                         | television film, musical stager and choreographer. Nominated for an Emmy Award for Outstanding Choreography |
| 1999 | Annie                                                           | -                  | -                         | television film, director and choreographer. Winner of Emmy Award for Outstanding Choreography, nominated for Outstanding Directing for a Miniseries, Movie or a Special                                              |
| 2001 | The Kennedy Center Honors: A Celebration of the Performing Arts | -                  | -                         | television event, director. Winner of Directors Guild of America Award for Outstanding Directorial Achievement in Musical/Variety                                                                                     |
| 2002 | Chicago                                                         | 6                  | 13                        | director and choreographer. Nominated for Academy Award for Best Director. Winner of Directors Guild of America Award for Outstanding Directorial Achievement in Motion Pictures                                      |
| 2005 | Memoirs of a Geisha                                             | 3                  | 6                         | director. Nominated for Satellite Award for Best Director |
| 2006 | Tony Bennett: An American Classic                               | -                  | -                         | television film, director/executive producer/co-choreographer. Emmy Award for Outstanding Variety, Music or Comedy Special, Outstanding Directing for a Variety, Music or Comedy Program and Outstanding Choreography |
| 2009 | Nine                                                            | -                  | 4                         | director/producer/co-choreographer. Nominated for Satellite Award for Best Director |
| 2011 | Pirates of the Caribbean: On Stranger Tides                     | -                  | -                         | director |
| 2014 | Into the Woods                                                  | -                  | -                         | director and producer |